# Sex, Lügen und Video
Sex, Lügen und Video (Originaltitel: Sex, Lies, and Videotape) ist ein US-amerikanischer Spielfilm aus dem Jahr 1989. Die Regie führte Steven Soderbergh, der auch das Drehbuch schrieb. Die Hauptrollen spielten James Spader und Andie MacDowell.

## Handlung
Ann ist mit John verheiratet, der sie mit ihrer Schwester Cynthia betrügt. Sie lernt den schüchternen Graham kennen, einen früheren Freund von John. Ann hilft dem umherziehenden Graham, eine neue Wohnung zu finden.
Graham führt kein sexuelles Leben, sondern zeichnet Erzählungen von Frauen auf Videobänder auf. Als ihre Schwester Cynthia sich von Graham filmen lässt, ist Ann empört. Ihre Empörung steigt, als sie erfährt, dass Cynthia beim Filmen masturbierte.
Ann fragt ihren Mann direkt, ob er eine Affäre habe, was dieser leugnet. Am nächsten Tag findet Ann jedoch den Ohrring ihrer Schwester in ihrer Wohnung, woraufhin sie zu Graham fährt, der sie ebenfalls filmt. 
Nach ihrer Rückkehr verlangt sie von John die Scheidung. Sie berichtet von der Aufnahme, woraufhin John zu Graham fährt, ihn niederschlägt und aus der Wohnung aussperrt. Dann sieht er sich das Videoband seiner Frau an. Darauf erzählt Ann von ihrem kaum existenten sexuellen Leben, schließlich nimmt sie die Kamera und befragt Graham. Sie macht ihm deutlich, dass die Frau, mit der er vor neun Jahren eine Beziehung hatte, unmöglich auf ihn warten kann. Nachdem sie sich ein erstes Mal geküsst haben, schaltet Graham die Kamera aus.
Am nächsten Tag wird John ins Büro seines Chefs gerufen, wo er vermutlich gefeuert werden wird. Ann versöhnt sich mit ihrer Schwester. In der letzten Szene fährt sie zu Graham, setzt sich neben ihn auf die Verandatreppe und nimmt seine Hand.

## Kritiken
- Heyne Filmjahrbuch 1990: „Der Film ist ein kluger, sensibler Diskurs über Lust und Frust, heile und verkorkste Beziehungen, die Harten und die Zarten im Clinch der Geschlechter.“
- Lexikon des internationalen Films: „Subtile und witzige Auseinandersetzung mit Sexualität und Partnerschaft.“[1]

## Auszeichnungen
Steven Soderbergh war für die folgenden Filmpreise nominiert: Oscar, BAFTA Award, César, Golden Globe und Writers Guild of America Award. Er gewann die Goldene Palme, den FIPRESCI-Preis der Internationalen Filmfestspiele von Cannes 1989 und den Independent Spirit Award.
Laura San Giacomo war für den Golden Globe und den BAFTA Award nominiert; sie gewann den Independent Spirit Award sowie den Chicago Film Critics Association Award in zwei Kategorien.
James Spader gewann den Preis für den Besten Schauspieler der Filmfestspiele von Cannes und wurde für den Independent Spirit Award nominiert.
Andie MacDowell gewann den Independent Spirit Award sowie den Los Angeles Film Critics Association Award und wurde für den Golden Globe nominiert.
Einen weiteren Independent Spirit Award erhielt Robert F. Newmyer als Produzent des Films. Der Film war außerdem für den Artios Award der Casting Society of America nominiert.
2006 wurde Sex, Lügen und Video in das National Film Registry aufgenommen.